# Rigny
Rigny ist eine Gemeinde im französischen Département Haute-Saône in der Region Bourgogne-Franche-Comté.

## Geographie
Rigny liegt auf einer Höhe von 194 m über dem Meeresspiegel, vier Kilometer nordöstlich von Gray und etwa 40 Kilometer nordwestlich der Stadt Besançon (Luftlinie). Das Dorf erstreckt sich im Westen des Départements, in der Ebene von Gray, am nördlichen Rand der Talniederung der Saône.
Die Fläche des 12,72 km² großen Gemeindegebiets umfasst einen Abschnitt des mittleren Saône-Tals. Der südliche Gemeindeteil wird von der Saône-Niederung eingenommen, die eine Breite von rund drei Kilometern aufweist und durchschnittlich auf 190 m liegt. Die Saône fließt hier mit mehreren Windungen durch die teils sumpfige Alluvialniederung nach Südwesten. Sie ist kanalisiert und zur Wasserstraße ausgebaut; bei Rigny befindet sich ein Schleusenwerk. Die südliche Grenze verläuft teils entlang der Saône, doch gehört auch eine größere Fläche südlich des Flusses bis zum Wasserlauf der Eau Blanche zu Rigny. Nach Norden erstreckt sich das Gemeindeareal über die Talaue und eine rund 20 m hohe Geländestufe bis auf das angrenzende Plateau, das auf 230 m liegt. Es besteht aus einer Wechsellagerung von kalkigen und sandig-mergeligen Sedimenten der oberen Jurazeit. Auf dem Plateau herrscht landwirtschaftliche Nutzung vor, doch gibt es auch einige Waldflächen. Mit 246 m wird auf einer Kuppe nördlich des Dorfes die höchste Erhebung von Rigny erreicht.
Zu Rigny gehören der Weiler Le Bouchot (193 m) am nördlichen Ufer der Saône und das Gehöft Saint-Laurent. Nachbargemeinden von Rigny sind Montureux-et-Prantigny im Norden, Beaujeu-Saint-Vallier-Pierrejux-et-Quitteur und Saint-Broing im Osten, Gray im Süden sowie Arc-lès-Gray und Chargey-lès-Gray im Westen.

## Geschichte
Das Gemeindegebiet von Rigny war schon in prähistorischer Zeit besiedelt. Die frühesten Zeugnisse der Anwesenheit des Menschen stammen aus dem Magdalénien. Verschiedene Fundstücke zeugen von der Besiedlung während der gallorömischen Zeit. Im Weiteren wurde auch ein Burgundergrab entdeckt. 
Im Mittelalter gehörte Rigny zur Freigrafschaft Burgund und darin zum Gebiet des Bailliage d’Amont. Die lokale Herrschaft oblag zunächst den Herren von Fouvent, bevor das Dorf 1203 an die Herrschaft Autrey überging. Im Jahr 1311 bekamen die Dorfbewohner Freiheitsrechte zugesprochen. Im Rahmen des Dreißigjährigen Krieges wurde Rigny 1636 verwüstet und zahlreiche Bewohner getötet. Zusammen mit der Franche-Comté gelangte das Dorf mit dem Frieden von Nimwegen 1678 definitiv an Frankreich. Heute ist Rigny Mitglied des 16 Ortschaften umfassenden Gemeindeverbandes Communauté de communes du Val de Gray.

## Sehenswürdigkeiten

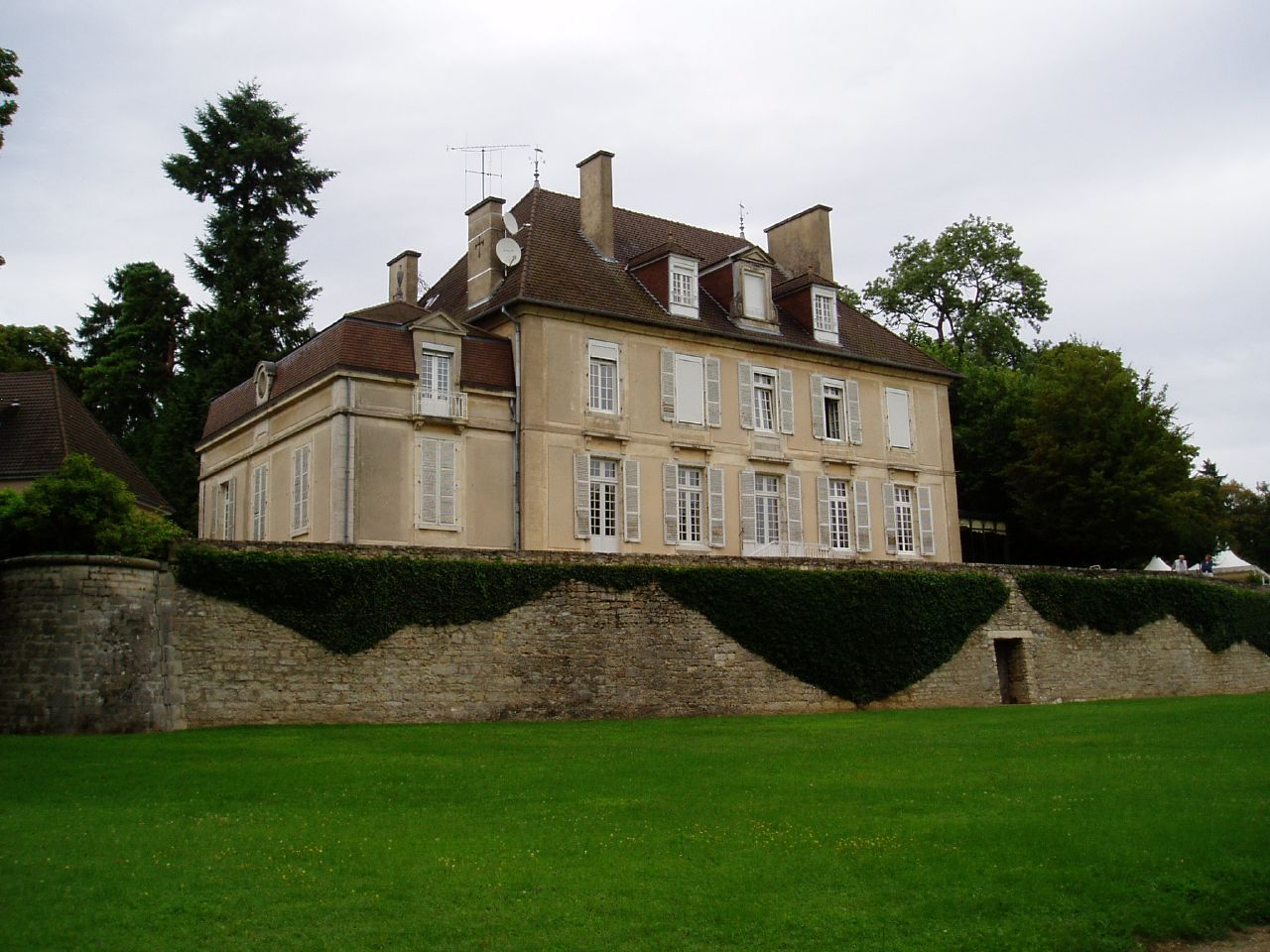
Schloss

Die Kirche Saint-Étienne wurde 1720 neu erbaut. Sie besitzt eine reiche Kirchenausstattung, darunter die Kanzel (17. Jahrhundert), ein Stuckaltar (18. Jahrhundert) und zwei Gemälde von Prud'hon (1794). 
An der Stelle des ehemaligen Herrschaftssitzes wurde im 17. Jahrhundert ein neues Schloss erbaut, das im 19. Jahrhundert erweitert wurde und heute ein Hotel mit Restaurant beherbergt. 
Auf dem Dorfplatz befindet sich das überdachte und mit Arkadenbogen versehene Lavoir (Waschhaus), das 1840 errichtet wurde.

## Bevölkerung
| Jahr                       | 1962 | 1968 | 1975 | 1982 | 1990 | 1999 |
| Einwohner                  | 385  | 475  | 501  | 516  | 529  | 586  |
| Quellen: Cassini und INSEE |      |      |      |      |      |      |

Mit 637 Einwohnern (1. Januar 2022) gehört Rigny zu den kleineren Gemeinden des Département Haute-Saône. Nachdem die Einwohnerzahl in der ersten Hälfte des 20. Jahrhunderts deutlich abgenommen hatte (1881 wurden noch 592 Personen gezählt), wurde seit Beginn der 1960er Jahre wieder ein kontinuierliches Bevölkerungswachstum verzeichnet.

## Wirtschaft und Infrastruktur
Rigny war lange Zeit ein vorwiegend durch die Landwirtschaft (Ackerbau, Obstbau und Viehzucht) und die Fischerei geprägtes Dorf. Heute gibt es verschiedene Betriebe des lokalen Kleingewerbes. In den letzten Jahrzehnten hat sich das Dorf zu einer Wohngemeinde gewandelt. Viele Erwerbstätige sind deshalb Wegpendler, die in den größeren Ortschaften der Umgebung ihrer Arbeit nachgehen.
Die Ortschaft liegt abseits der größeren Durchgangsachsen an einer Departementsstraße, die von Arc-lès-Gray nach Beaujeu führt. Weitere Straßenverbindungen bestehen mit Chargey-lès-Gray und Montureux.